# العلاقات الأوغندية التنزانية
العلاقات الأوغندية التنزانية هي العلاقات الثنائية التي تجمع بين أوغندا وتنزانيا.

## مقارنة بين البلدين
هذه مقارنة عامة ومرجعية للدولتين:
| وجه المقارنة                                              | أوغندا                        | تنزانيا                        |
| --------------------------------------------------------- | ----------------------------- | ------------------------------ |
| المساحة (كم2)                                             | 241.04 ألف                    | 947.30 ألف                     |
| عدد السكان (نسمة)                                         | 42.86 مليون                   | 57.31 مليون                    |
| الكثافة السكانية (ن./كم²)                                 | 177.81                        | 60.5                           |
| العاصمة                                                   | كامبالا                       | دودوما                         |
| اللغة الرسمية                                             | لغة إنجليزية، اللغة السواحلية | اللغة السواحلية، لغة إنجليزية  |
| العملة                                                    | شيلينغ أوغندي                 | شيلينغ تانزاني                 |
| الناتج المحلي الإجمالي (بليون دولار)                      | 25.89 مليار                   | 52.09 مليار                    |
| الناتج المحلي الإجمالي (تعادل القوة الشرائية) بليون دولار | 72.25 مليار                   | 138.73 مليار                   |
| الناتج المحلي الإجمالي الاسمي للفرد دولار أمريكي          | 705                           | 878                            |
| الناتج المحلي الإجمالي للفرد دولار أمريكي                 | 1.77 ألف                      | 2.54 ألف                       |
| مؤشر التنمية البشرية                                      | 0.483                         | 0.521                          |
| رمز المكالمات الدولي                                      | +256                          | +255                           |
| رمز الإنترنت                                              | .ug                           | .tz                            |
| المنطقة الزمنية                                           | ت ع م+03:00                   | ت ع م+03:00، توقيت شرق أفريقيا |

## منظمات دولية مشتركة
يشترك البلدان في عضوية مجموعة من المنظمات الدولية، منها:
| علم المنظمة | اسم المنظمة                                 | تاريخ انضمام أوغندا | تاريخ انضمام تنزانيا |
| ----------- | ------------------------------------------- | ------------------- | -------------------- |
|             | وكالة ضمان الاستثمار متعدد الأطراف          | 10 يونيو 1992       | 19 يونيو 1992        |
|             | الأمم المتحدة                               | 25 أكتوبر 1962      | 14 ديسمبر 1961       |
|             | دول الكومنولث                               | ?                   | 9 ديسمبر 1961        |
|             | منظمة حظر الأسلحة الكيميائية                | ?                   | ?                    |
|             | منظمة التجارة العالمية                      | ?                   | 1995                 |
|             | منظمة الشرطة الجنائية الدولية               | ?                   | ?                    |
|             | الاتحاد الأفريقي                            | ?                   | 16 يناير 1964        |
|             | البنك الإفريقي للتنمية                      | ?                   | ?                    |
|             | مؤسسة التنمية الدولية                       | 27 سبتمبر 1963      | 6 نوفمبر 1962        |
|             | يونسكو                                      | 9 نوفمبر 1962       | 6 مارس 1962          |
|             | مجموعة دول أفريقيا والكاريبي والمحيط الهادئ | ?                   | ?                    |
|             | الاتحاد البريدي العالمي                     | ?                   | ?                    |
|             | البنك الدولي للإنشاء والتعمير               | 27 سبتمبر 1963      | 10 سبتمبر 1962       |
|             | الاتحاد الدولي للاتصالات                    | 8 مارس 1963         | 31 أكتوبر 1962       |
|             | مؤسسة التمويل الدولية                       | 27 سبتمبر 1963      | 10 سبتمبر 1962       |
|             | المركز الدولي لتسوية المنازعات الاستشارية   | 14 أكتوبر 1966      | 17 يونيو 1992        |

## وصلات خارجية
- موقع وزارة الخارجية الأوغندية
- موقع وزارة الخارجية التنزانية